# 徐汝陽
徐汝陽（1539年—？），字時泰，號敬吾，江西撫州府臨川縣人，民籍，明朝政治人物。

## 生平
嘉靖四十三年（1564年）甲子科江西鄉試第四十二名舉人，隆慶二年（1568年）中式戊辰科會試第一百九十四名，三甲第一百三十七名進士。授武進縣知縣，被巡撫海瑞舉薦為武選司主事，條上兵事十二策。出為廣東僉事，分巡廣州，萬曆五年六月改充新设泷水兵备，丁父憂歸。九年十二月復除浙江副使，十一年閏二月录浙江兵变定乱功，升俸一级。十五年二月調福建副使，升廣東左參政，十七年七月升福建按察使，二十年五月起補湖廣按察使，二十一年二月升陕西右布政使，二十二年十月轉本司左布政，二十五年正月升南京光祿寺卿。

## 家族
曾祖徐源福；祖父徐巒；父徐宏，知縣。母余氏。具慶下。子徐僖，萬曆癸卯舉人，官重庆府推官。